# Marie Sasse
 (mai 2018).
Maria Constantia (Marie Constance) Sasse (également connue sous son nom d'artiste Marie Sax, Marie de Saxe et Marie Sass), née à Gand le 26 janvier 1838 et morte à Paris le 8 novembre 1907, est une cantatrice belge. 
« Dotée d’une magnifique voix de soprano Falcon », elle est l'une des principales sopranos de l'Opéra de Paris de 1860 à 1870. Elle crée les rôles d'Elisabeth dans la première parisienne de Tannhäuser de Wagner (1861), de Sélika dans L'Africaine de Meyerbeer (1865) et d’Elisabeth de Valois dans Don Carlos de Verdi (1867). Elle participe également aux créations mondiales d' Érostrate d'Ernest Reyer à Baden-Baden et d' Il Guarany d'Antônio Carlos Gomes à Milan.

## Biographie

### Origine et formation
Née à Gand, Marie Sasse est la fille naturelle de Rosalie Claus, originaire d'Audenarde. Cette dernière se marie un an plus tard avec chef de musique militaire, Charles Sasse, qui reconnait l'enfant comme sa fille. Très tôt, elle commence à chanter sous l'impulsion de son père. À l’âge de treize ans, elle se produit pour la première fois en public, lors d’un concert de charité à Charleroi. Elle interprète le « Salut à la France ! » tiré de La Fille du régiment de Donizetti et l’air de la folie de Lucia di Lammermoor. Elle recueille un très grand succès.
Après la mort soudaine de son père, elle retourne avec sa mère à Gand. Elle commence des cours de chant au Conservatoire de Gand, où elle suit les enseignements du ténor Albert Dommange. Plus tard, elle doit se produire à Bruxelles au casino des galeries royales Saint-Hubert afin de subvenir aux besoins de la famille.

### Paris

#### Théâtre-Lyrique
Après avoir réuni l'argent nécessaire, elle s'installe à Paris où elle entre dans le circuit des cafés concerts. Elle prend des cours de chant avec la soprano française Delphine Ugalde, qui l'a remarquée lors de l'un de ses concerts. Ugalde contacte Léon Carvalho, directeur du Théâtre-Lyrique qui l'engage en 1859. En septembre 1859, Marie-Constance Sasse, dont le nom de scène est Marie Sax, fait ses débuts au Théâtre-Lyrique dans Les Noces de Figaro de Mozart dans le rôle de la comtesse Almaviva. Jacques-Léopold Heugel écrit :
«  Mlle Marie Sax, en prenant possession, pour son début à la scène, du rôle de la comtesse dans  Les Noces de Figaro, créé au Théâtre-Lyrique par Mme Duprez-Vandenheuvel, risquait une partie doublement dangereuse. S’incarner la musique de Mozart et lutter contre les souvenirs laissés par sa devancière, c’était en effet beaucoup oser, et cependant le succès a couronné l’entreprise. 
C’est que Mlle Sax possède l’une de ces voix timbrées, franches, énergiques et suaves à la fois, qui vous prennent tout d’abord ; c’est qu’ensuite peu glorieuse de son talent naissant, elle chante naturellement, sans prétention aux effets, avec une certaine placidité qui est la condition première d’une bonne interprétation de la musique de Mozart. 
Quant au reste : école vocale, école scénique, presque tout est à faire, mais rien n’est gâté, ce qui est déjà beaucoup. »
Elle joue ensuite le rôle d'Eurydice dans l'adaptation par Berlioz d'Orphée et Eurydice de Christoph Willibald Gluck. Son manque de culture musicale a tôt fait d'exaspérer Berlioz. Dans une lettre à sa sœur Adèle datée du 17 décembre, il raconte l'anecdote suivante :
«  On m’appelle maintenant le chevalier Gluck pour la raison que voici : à l’une des répétitions, une jeune fille chargée du rôle d’Eurydice et ignorante comme une carpe de toutes les choses de l’art, me voyant arrêter l’orchestre à chaque instant et faire vivement certaines observations aux choristes et au maître de chant, se tourne vers Mme Viardot et lui dit : « C’est M. Gluck, n’est-ce pas ? – Non, c’est un de ses amis… - Ah ! bien, il ne se gêne guère en son absence ! » »
Les représentations, qui commencent le 18 novembre 1859, remportent un grand succès, à la fois critique et commercial. La production reçoit 138 représentations entre 1859 et 1863. Bien que Viardot soit la vedette du spectacle, Sasse suscite l’intérêt. Elle « a une fort belle voix (…) joue avec intelligence et chante fort bien son duo : Je goûtais les charmes et son grand air Fortune ennemie ». Dans Le Ménestrel, Joseph d'Ortigue lui trouve « de la grâce, de l’ampleur, un abandon naïf et une grande sincérité d’inspiration ».
Le 18 février 1860, elle crée le rôle de la bacchante dans la première mondiale de Philémon et Baucis de Gounod. Sasse apparaît également dans une reprise de Robin des Bois, version française renommée et fortement altérée du Freischütz de Weber.

#### Opéra de Paris
Elle entre dans la troupe de l'Opéra de Paris où elle fait ses débuts dans le rôle d'Alice de Robert le diable de Giacomo Meyerbeer le 3 août 1860. La presse musicale de Paris est pleine d'éloges pour ses performances et la qualifie de « nouvelle étoile au firmament de l'Opéra ». Son deuxième rôle à l’Opéra est Rachel de La Juive d'Halévy.
Le 18 mars 1861, elle interprète le rôle d'Elisabeth pour la première parisienne de Tannhäuser de Richard Wagner, qui a lieu à la Salle le Peletier. C'est Wagner lui-même qui l'a sélectionnée pour le rôle. Par la suite, elle joue les rôles de Léonore dans l'adaptation française du Trouvère de Verdi et Laura dans Pierre de Médicis de Joseph Poniatowski en 1862. Son contrat à l'Opéra est prolongé ce qui ne l'empêche pas de se produire, entre autres, au théâtre Royal de la monnaie de Bruxelles en 1862 et à Baden-Baden, où elle participe à la première mondiale de Érostrate d'Ernest Reyer.

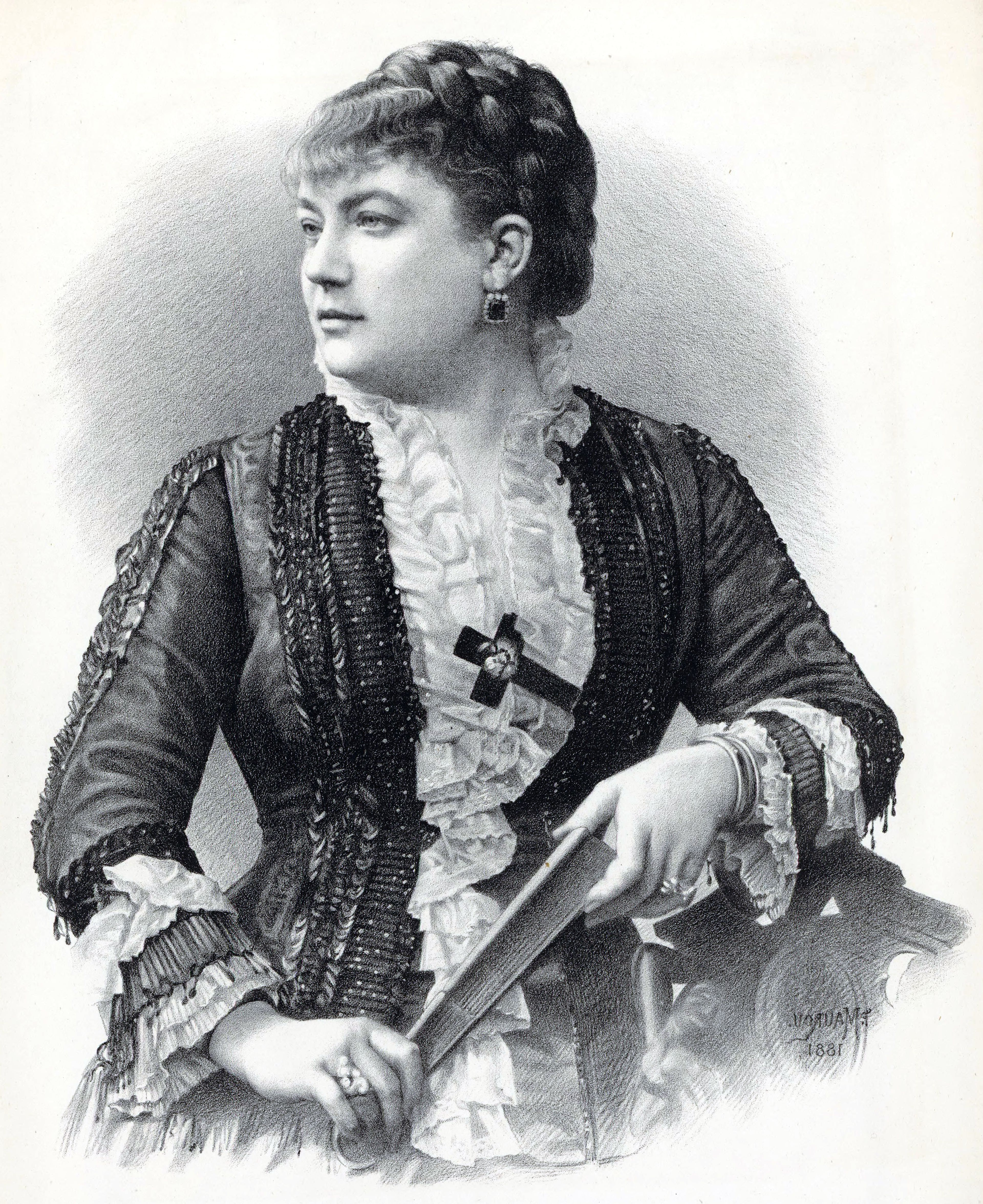
Marie-Constance Sasse en 1881.

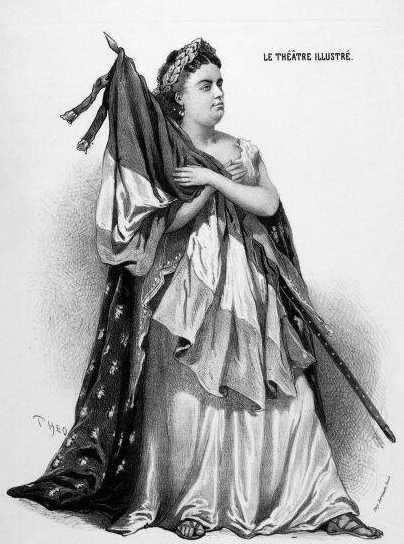
Marie Sasse chante la Marseillaise en 1869.

En 1863, elle remplace au pied levé Pauline Lauters dans La Reine de Saba et remporte un triomphe. Elle épouse la basse française Armand Castelmary. Grâce à ce mariage, elle obtient la nationalité française. Le 25 avril 1865, elle chante avec son époux, la première mondiale de L'Africaine de Meyerbeer. Ce dernier, mort en 1864, a pris soin de désigner Sasse en tant que créatrice du rôle de Sélika. Sa performance est un grand succès et lui apporte la renommée. En 1865, Adolphe Sax lui intente un procès pour l'empêcher de prendre le nom de Sax. En effet, Sasse utilise le nom de Sax comme nom de scène et c'est avec ce nom qu'elle chante L'Africaine. Adolphe Sax gagne le procès en 1866 et Sasse modifie son nom pour Sass.
Elle chante le 11 mars 1867 dans la première mondiale de Don Carlos de Verdi où elle interprète un rôle écrit spécialement pour elle. Au cours des répétitions, Sass s’oppose si violemment à Pauline Lauters, l'interprète de la princesse Eboli, que Verdi refuse d’assister à la première représentation. Roger, dans La Semaine musicale, trouve qu’elle « a chanté avec beaucoup de chaleur et une belle voix ». De son côté, Verdi regrette que Sasse ait fait d’Elisabeth « un rôle de choriste ».
En 1868, elle interprète le rôle d'Ophélie dans Hamlet d'Ambroise Thomas.

#### À l'étranger
À partir de 1868, Sass commence à donner de plus en plus de représentations à l'étranger notamment au Théâtre royal français d'Anvers. En avril 1869, elle interprète notamment le rôle de Valentine des Huguenots de Meyerbeer au Théâtre Royal de la Monnaie à Bruxelles puis à la fin de 1869, elle joue également dans la version italienne à La Scala de Milan. Certains ont soutenu qu'elle a été la maîtresse de Victor-Emmanuel II et du roi d'Espagne Alphonse XII. Le 19 mars 1870, elle crée à Milan le rôle de Cecilia dans Il Guarany d'Antônio Carlos Gomes.
À l'approche de la guerre franco-allemande, qui débute en juillet 1870, elle chante La Marseillaise avec conviction lors de la représentation de La Muette de Portici de Daniel Auber. Pendant le siège de Paris, elle chante à Saint-Pétersbourg et est associée à l'Opéra khédival du Caire qui a ouvert quelques années plus tôt. À cause d'un désaccord, Verdi lui refuse le rôle initialement promis d'Amnéris dans Aida, dont la première mondiale a lieu au Caire en 1871. Après une querelle avec le chef d'orchestre Giovanni Bottesini, elle revient à Paris en 1872.

### Fin de carrière
Elle effectue cinq saisons à Madrid puis trois à Lisbonne. Elle prend sa retraite de la scène en 1880 à la suite d’une maladie de la gorge. Elle fonde en 1882, une école de chant à Paris et donne des leçons, entre autres, à Minnie Tracey et Rose Caron. Cette dernière fait ses débuts en 1883 au Théâtre royal de la Monnaie à Bruxelles. 
En 1902, elle publie ses mémoires sous le titre de Souvenirs d'une artiste. Elle meurt à l'âge de 73 ans à l'hospice Sainte-Périne d'Auteuil dans « une pauvreté abjecte » et est enterrée au cimetière du Père-Lachaise. En 1997, un timbre à son image est émis en Belgique. 